# 斐迪南王子 (葡萄牙)
斐迪南王子（葡萄牙語：Fernando，1846年7月23日—1861年11月6日，又譯費南度王子）是葡萄牙國王斐迪南二世和女王瑪麗亞二世的第四子。
1861年，斐迪南因傷寒去世，年僅15歲。